# Cerapachys villiersi
Cerapachys villiersi är en myrart som beskrevs av Bernard 1953. Cerapachys villiersi ingår i släktet Cerapachys och familjen myror. Inga underarter finns listade i Catalogue of Life.